# Krönungsmesse (Mozart)
Die Krönungsmesse in C-Dur, KV 317 ist eine Messe von Wolfgang Amadeus Mozart.
Der Name Krönungsmesse ist erstmals 1862 in der Erstauflage des Köchelverzeichnisses schriftlich nachgewiesen. Sehr wahrscheinlich wurde die Messe für den Ostergottesdienst 1779 am Salzburger Dom, der auf den 4. April fiel, komponiert. Mozart datierte die Partitur auf den 23. März 1779, womit er vermutlich die Fertigstellung der Komposition kennzeichnete. Unmittelbar nach Mozarts Tod wurde die Messe KV 317 zur bevorzugten Komposition für Gottesdienste bei Kaiser- und Königskrönungen sowie bei Dankgottesdiensten. Zum ersten Mal dürfte sie im Rahmen der Krönungsfeierlichkeiten für Kaiser Franz II. verwendet worden sein. Die wahrscheinlich ursprünglich kapellinterne Bezeichnung Krönungsmesse ist, von der Wiener Hofmusikkapelle ausgehend, bald Allgemeingut geworden. Der Umstand, dass die Mozarts der Wallfahrtskirche Maria Plain in tiefer Frömmigkeit verbunden waren, veranlasste 1907 den Mozart-Enthusiasten Johann Evangelist Engl zu der unbeweisbaren Feststellung, die Krönungsmesse sei für das alljährliche Maria-Plainer-Krönungsfest, das im Jahre 1779 am 27. Juni begann, komponiert worden – eine sich hartnäckig haltende Legende.
Charakteristisch für diese Messe sind die sinfonischen Elemente. Solostimmen und Chor werden sehr deutlich voneinander getrennt. Besondere Bedeutung fällt auch der Oboe zu. Die Krönungsmesse besteht aus den folgenden Teilen des Ordinarium Missæ:
- Kyrie: Andante maestoso … Più andante
- Gloria: Allegretto con spirito
- Credo: Allegro molto – Adagio – Tempo I
- Sanctus: Andante maestoso – Allegro assai (und dazugehörend:)
- Benedictus: Allegretto – Allegro assai
- Agnus Dei: Andante sostenuto – Allegro con spirito

Besetzung:
- Streicher (ohne Bratschen *)
- 2 Oboen
- 2 Hörner
- 2 Trompeten
- 3 Posaunen
- Pauke
- Basso continuo (Violoncello/Fagott/Kontrabass/Orgel)
- Solisten: Sopran, Alt, Tenor, Bass
- Chor SATB